# Cocculus
Cocculus es un género con 152 especies de vides y arbustos pertenecientes a la familia Menispermaceae. Son naturales de las zonas templadas y regiones tropicales de Norteamérica, Asia y África.

## Especies
- Cocculus abuta
- Cocculus acuminatus
- Cocculus acutus
- Cocculus affinis
- Cocculus amazonum
- Cocculus angustifolius
- Cocculus aristolochiae
- Cocculus bakis
- Cocculus balfourii
- Cocculus carolinus - rosario de coral
- Cocculus diversifolius
- Cocculus hirtusus
- Cocculus laurifolius
- Cocculus orbiculatus (Cissampelos pareira)
- Cocculus palmatus
- Cocculus sarmentosus
- Cocculus trilobus